# Michele Spotti
Michele Spotti (Cesano Maderno, 1º maggio 1993) è un direttore d'orchestra italiano.
È Direttore musicale dell’Opéra municipal de Marseille e dell’Orchestre Philharmonique de Marseille da gennaio 2023, mentre da ottobre 2022 è Direttore musicale della Filarmonica di Benevento.

## Biografia
Michele Spotti studia violino e composizione al Conservatorio G. Verdi di Milano, diplomandosi sotto la guida di Daniele Agiman. Si perfeziona presso l’Haute École de musique di Ginevra, frequenta l’Accademia del Festival Menhuin di Gstaad nella classe di Neeme Järvi e Gennady Rozhdestdensky, e continua a formarsi anche in Italia con Gianandrea Noseda, Gianluigi Gelmetti e Daniele Gatti.
Debutta nell’agosto 2013 al Teatro Mancinelli di Orvieto dirigendo Le nozze di Figaro di Wolfgang Amadeus Mozart, mentre appare per la prima volta all’estero nel novembre 2016, quando dirige Ermione di Gioacchino Rossini presso l’Opéra National de Lyon come assistente di Alberto Zedda.
È con La belle Hélène di Jacques Offenbach e la regia di Barrie Kosky che appare alla Komische Oper Berlin nell’aprile 2022. A settembre arriva il debutto oltreoceano al Bunka Kaikan di Tokyo sul podio della Tokyo Philharmonic Orchestra, con un Gala che vede protagonista Juan Diego Flórez. Nell’ottobre dello stesso anno Spotti è direttore per la prima volta alla Staatsoper Struttgart, in una nuova produzione de L'elisir d’amore di Gaetano Donizetti. È ancora con un titolo del compositore bergamasco – La fille du regiment – nell’allestimento di Laurent Pelly che debutta alla Wiener Staatsoper nel dicembre del 2022. A marzo 2023 è per la prima volta alla Semperoper Dresden dirigendo La bohème di Giacomo Puccini, mentre è con Ernani di Giuseppe Verdi che debutta al Palau de les Arts Reina Sofia di Valencia nel giugno dello stesso anno. In autunno fa la sua prima apparizione alla Deutsche Oper Berlin e all’Opéra Bastille di Parigi, rispettivamente con Il viaggio a Reims di Rossini e Turandot di Puccini – quest’ultima messa in scena da Robert Wilson. Vede invece la regia di Damiano Michieletto Die Zauberflöte di W. A. Mozart, l’opera con cui Spotti esordisce al Teatro dell’Opera di Roma nel gennaio 2024. È sul podio dell’Arena Opera Festival di Verona per dirigere Turandot a giugno, per l’inaugurazione della stagione 2024 che lo vede protagonista anche dei Carmina Burana di Carl Orff.
Presente anche in ambito sinfonico, Spotti ha guidato complessi come l’Orchestra Sinfonica Nazionale della RAI, la National Polish Radio Symphony Orchestra, l’Orchestre national d’Ile-de-France, l’Orchestra del Teatro Regio di Torino e la Filarmonica Arturo Toscanini.